# Pepe Fuentes

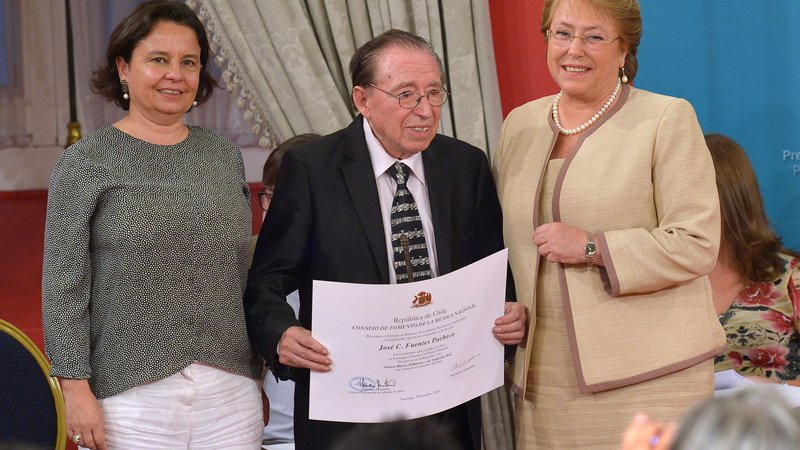
Pepe Fuentes recibe el Premio a la Música Nacional Presidente de la República (2014).

José Concepción Fuentes Pacheco (Nueva Imperial, 22 de enero de 1931-Santiago, 5 de diciembre de 2020), más conocido como Pepe Fuentes, fue un músico y compositor chileno, que se destacó en la cueca, el tango y otros géneros de la música popular.

## Carrera musical
A mediados de la década de 1940 inició su carrera musical en la bohemia de Valparaíso, donde integró grupos como Los Reseros, Los Troveros Porteños y los Hermanos Clavero. Durante las décadas de 1950 y 1960 fue parte de los grupos Fiesta Linda y Los Chamacos, y desde 1970 se radicó en Argentina junto al músico Sergio Solar, con quien inició un viaje por distintos países de Europa y el Medio Oriente.
Tras reunirse con el viñamarino Dúo León-Ríos en Barcelona, regresó en 1982 en Chile, donde comenzó a participar en el restringido circuito musical durante los años de la dictadura militar. Así conoció a María Esther Zamora, con quien inició una dupla musical que derivaría en relación sentimental, por lo que contrajeron matrimonio en 1989. En 1985 conformó el grupo musical Los Pulentos de la Cueca.
En 1996 inició una relación de colaboración con el grupo Los Tres, tras ser invitado junto con María Esther a La Yein Fonda. En 2014 recibió el Premio a la Música Nacional Presidente de la República.

## Discografía

### Solista
- Tangos. A mis amigos
- Súper tropical (1986)
- Música para románticos (2001)
- Valses desde el alma (2002)
- A toda cueca. Homenaje a Carmencita Ruiz (2005), con Carmen Ruiz y María Esther Zamora.
- Cuecas ahora (2006), con María Esther Zamora.
- Cantemos, querido amigo - Cuecas diferentes (2010)
- La fiesta inolvidable de la Casa de la Cueca (2015), con María Esther Zamora y Los Ligurianos.
- El eterno 18 en la Casa de la Cueca (2017)

#### Colaboraciones
- La Yein Fonda (1996), álbum en vivo de Los Tres.
- Constitución 211. Así fueron las cuecas (2011)